# 加工蛋
加工蛋是食品工业和餐饮业使用的雞蛋的初加工产品。

## 液态蛋
液态蛋是将鸡蛋去除蛋殼，只保留内容物。保留蛋黄形状的被称为全形蛋，蛋黃与蛋白被均匀混合的被称为或，卵黄与卵白被分离的称为或。有些制品还添加糖或盐。蛋白质因遇热变性特质不能进行加热杀菌，对其沙门氏菌和大腸桿菌的殺菌需采用低温保持殺菌法。食品加工行业中广泛将液态蛋用于蛋黃醬制造、製菓、面包、面条等消费品的生产。蛋清液也被用于制作膠囊劑。

## 冰冻蛋
冰冻蛋是采用-30℃以下的温度急速冷冻的液态蛋。其保存和流转均在-18℃或更低温度下进行。因会发生蛋清粘度降低、起泡性降低、卵黄凝胶化等冷冻变性情况，冷冻前会加入约10%的蔗糖或3~5%的食盐来防止蛋黄凝胶化。

## 干燥蛋
干燥蛋（乾燥卵）是将液态蛋去除水分后制成粉末状或薄片。在工业上广泛使用噴霧乾燥法。在蛋白粉生产中，因蛋白中所含葡萄糖在保存中会引起变色等问题，需先进行脱糖处理。除蛋白粉外，亦有根据需要生产蛋黄粉、全蛋粉等。

## 浓缩蛋
鸡蛋全蛋約76%、蛋清约88%、蛋黄約48%为所含水分，浓缩蛋（日语：濃縮卵）是采用反渗透压法、限制过滤法和全蛋加热减压法来降低蛋清中的所含水分。加热減圧法会加温到60℃，以及添加蔗糖来防止蛋白质的热变性。

## 二次加工

### 微波加工蛋
采用微波加热使其膨胀、干燥。产品有助于长期保存，放入热水中可以使其在短时间内复原。主要用于杯麵配菜、拌飯素。

### 筒状加工蛋
将蛋液均匀涂抹在加热的圆形铁桶内壁，可以制成薄片状鸡蛋。主要用于冷中華和樱花寿司。有时会将液态小麦粉和黄油加入来制成可麗餅。

### 长蛋
长蛋又名卷蛋。形似金太郎飴的长条形水煮蛋自1970年代起在日本就有生产。生产过程是将蛋白液放在金属管外，将其加热凝固。然后将蛋黄液注入管状的蛋清体中，再次加热使其凝固。然后将其真空包装并进行加热杀菌。蛋白与蛋黄的比例为62%:38%，这与全蛋中蛋白与蛋黄的比例基本相同。这种产品主要用于在便利店等地以片状加入所销售的沙律、面条等食品中。